# Konnor McClain
Konnor McClain, född 1 februari 2005 i Las Vegas, är en amerikansk gymnast.

## Karriär
Vid juniorvärldsmästerskapen i gymnastik 2019 ingick McClain i det amerikanska laget som tog brons. Vid de amerikanska mästerskapen i gymnastik 2022 tog hon guld i bom och i mångkampen.